# Ramona Neubert
Ramona Neubert (dekliški priimek Göhler), nemška atletinja, * 26. julij 1958, Pirna, Vzhodna Nemčija.
Nastopila je na poletnih olimpijskih igrah leta 1980, kjer je osvojila četrto mesto v peteroboju. Na svetovnih prvenstvih je leta 1983 osvojila naslov prvakinje v sedmeroboju, kot tudi na evropskih prvenstvih  leta 1982. Trikrat zapored je postavila nov svetovni rekord v sedmeroboju, ki ga je držala med letoma 1981 in 1984, tudi prvega uradno priznanega 28. junija 1981.